# Antoni Wiwulski
Antoni Wiwulski (tiếng Litva: 'Antanas Vivulskis') (sinh ngày 20 tháng 2 năm 1877 - mất ngày 10 tháng 1 năm 1919) là một kiến trúc sư và nhà điêu khắc người Ba Lan-Litva

## Tiểu sử
Antoni Wiwulski sinh ngày 20 tháng 2 năm 1877 tại Totma, Thủ phủ Vologda, Đế quốc Nga. Cha ông, người gốc Litva, làm người quản lý rừng tại đây. Ông tốt nghiệp trường nội trú của Dòng Tên danh tiếng Zakład Naukowo-Wychowawczy Ojców Jezuitów w Chyrowie và sau đó tốt nghiệp hai trong số những trường đại học mỹ thuật và kiến trúc danh tiếng nhất đương thời là École Supérieure des Beaux-Arts ở Paris và Trường Kỹ thuật ở Vienna. Tác phẩm điêu khắc của ông cũng tham gia cuộc thi nghệ thuật tại Thế vận hội mùa hè năm 1912.
Những công trình nổi bật nhất của Antoni Wiwulski là:
- Tượng đài Trận Grunwald ở Kraków, Ba Lan
- Nhà nguyện ở Šiluva, Litva
- Ba thập tự trên Đồi Ba Thập tự ở Vilnius, Litva
- Nhà thờ Thánh Tâm Chúa Giêsu ở Vilnius, Litva

Nhà thờ Thánh Tâm Chúa Giêsu được khởi công vào năm 1913 và là ví dụ đầu tiên về việc sử dụng bê tông cốt thép ở Liên bang Ba Lan và Lietuva trước đây. Vì bị ấn tượng với khả năng xây dựng những tòa nhà khổng lồ bằng vật liệu mới này mà Antoni Wiwulski đã phát hoạ một dự án xây dựng một nhà thờ khổng lồ có tác phẩm điêu khắc khổng lồ cách điệu Đấng Tạo hóa ngồi trên mái vòm. Tuy nhiên, dự án này không được hoàn thành vì Antoni Wiwulski mất vào ngày 10 tháng 1 năm 1919.
Năm 1919, dù mắc bệnh lao nhưng ông vẫn tình nguyện gia nhập lực lượng dân quân Ba Lan (Tự vệ Litva và Belarus) và tham gia bảo vệ Vilnius chống lại cuộc tấn công của quân Bolshevik trong giai đoạn đầu của Chiến tranh Litva-Liên Xô và Chiến tranh Ba Lan-Bolshevik. Antoni Wiwulski mắc viêm phổi khi đang làm nhiệm vụ bảo vệ ở vùng ngoại ô Užupis của Vilnius. Sau khi mất, ông được chôn cất trong tầng hầm bên dưới ngôi nhà thờ do chính ông thiết kế. Khi được Liên Xô cải tạo thành Cung điện Công nhân Xây dựng vào năm 1964, tro cốt của ông được chuyển đến Nghĩa trang Rasos.

## Triển lãm

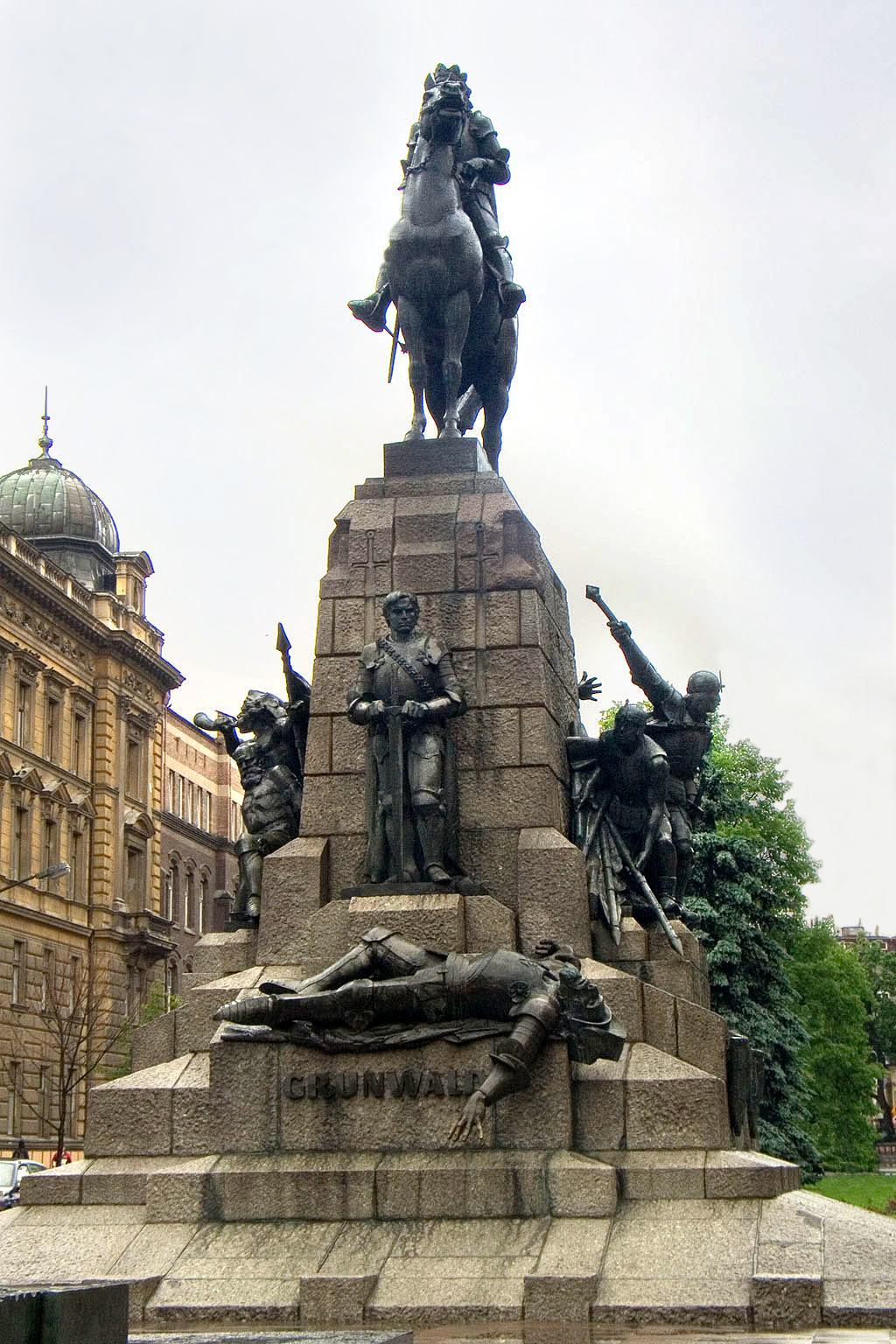
Tượng đài Grunwald tưởng nhớ kỷ niệm 500 năm Trận Grunwald ở Kraków, Ba Lan
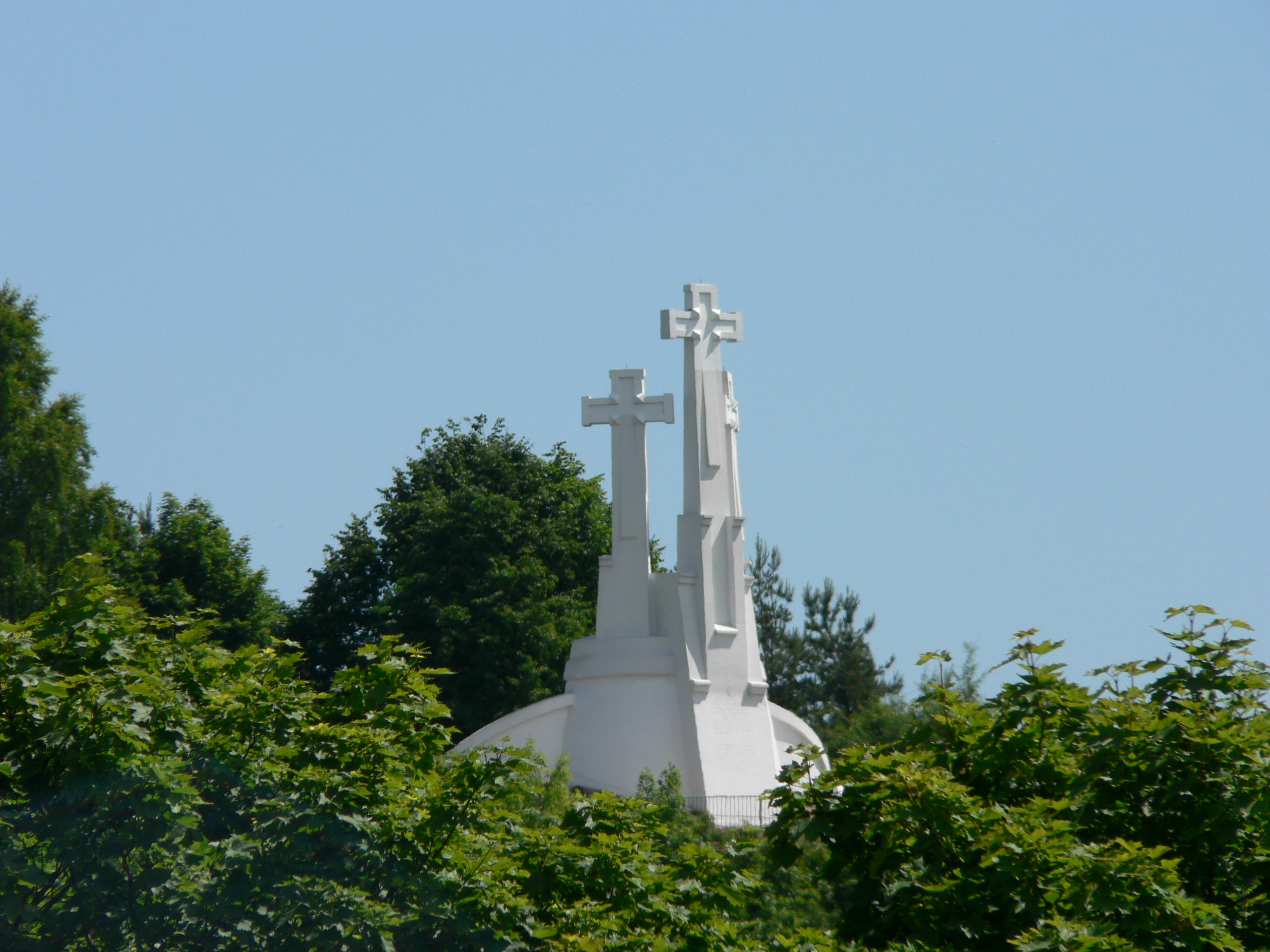
Ba thập tự trên ngọn đồi cùng tên ở Vilnius, Litva
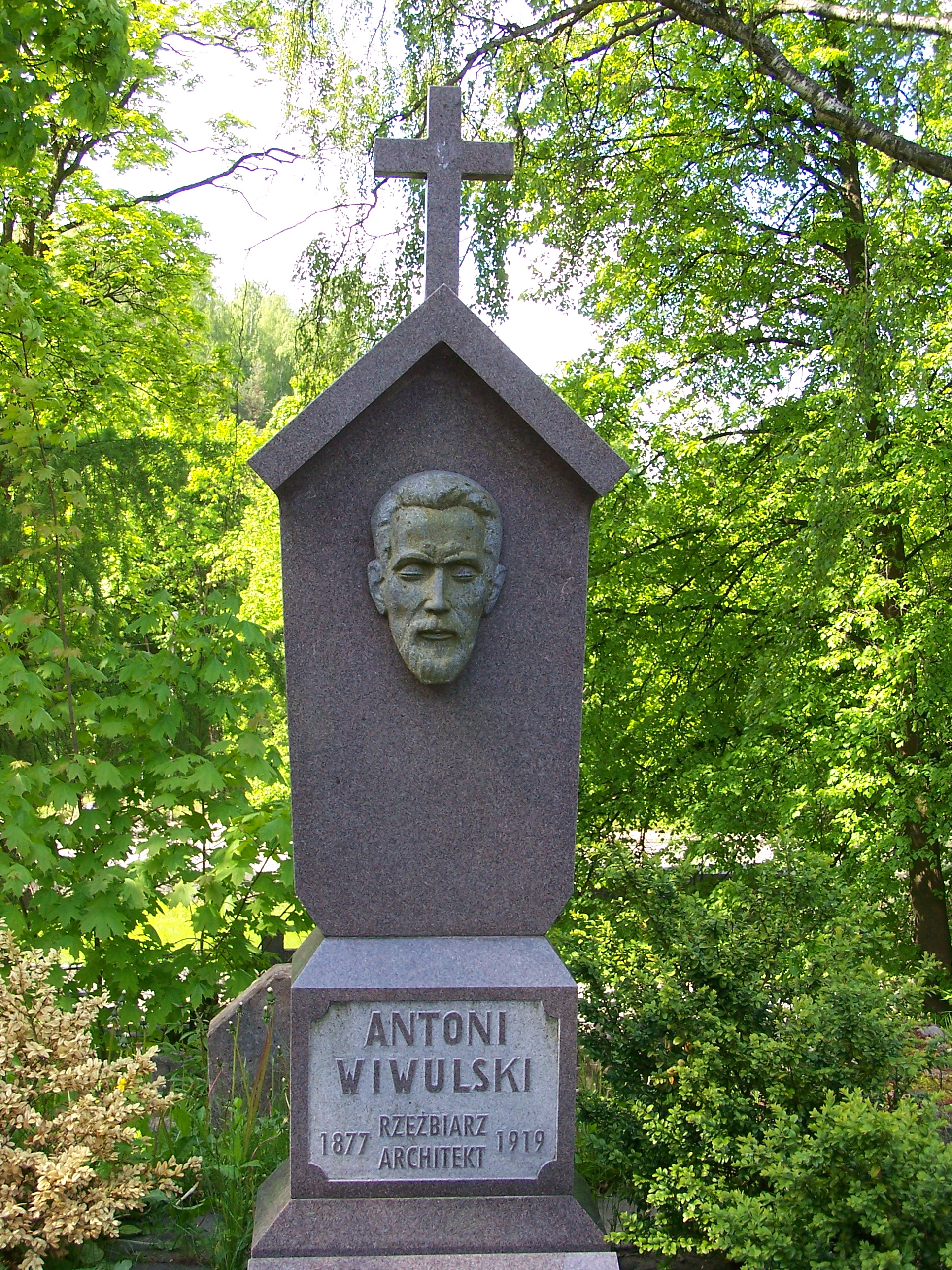
Mộ của Antoni Wiwulski ở Nghĩa trang Rasos
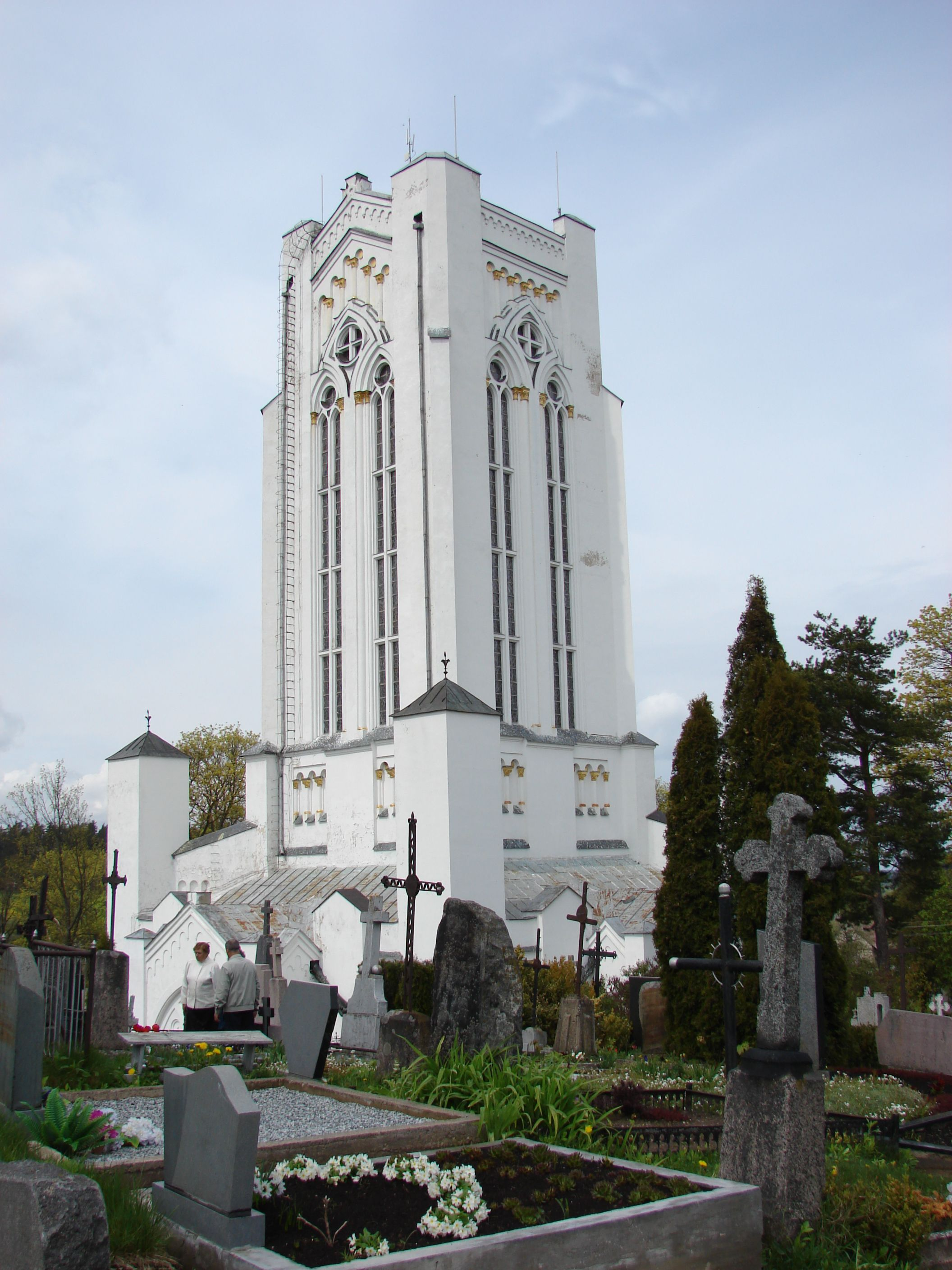
Nhà nguyện Siluva